# Bombardeio de Mogador
O Bombardeio de Mogador travada em agosto de 1844, quando as forças da Marinha Francesa sob o comando do Príncipe de Joinville atacaram a cidade marroquina de Mogador (atual Essaouira), e a ilha à frente da cidade, a ilha de Mogador. A campanha fez parte da Guerra Franco-Marroquina.

## Antecedentes

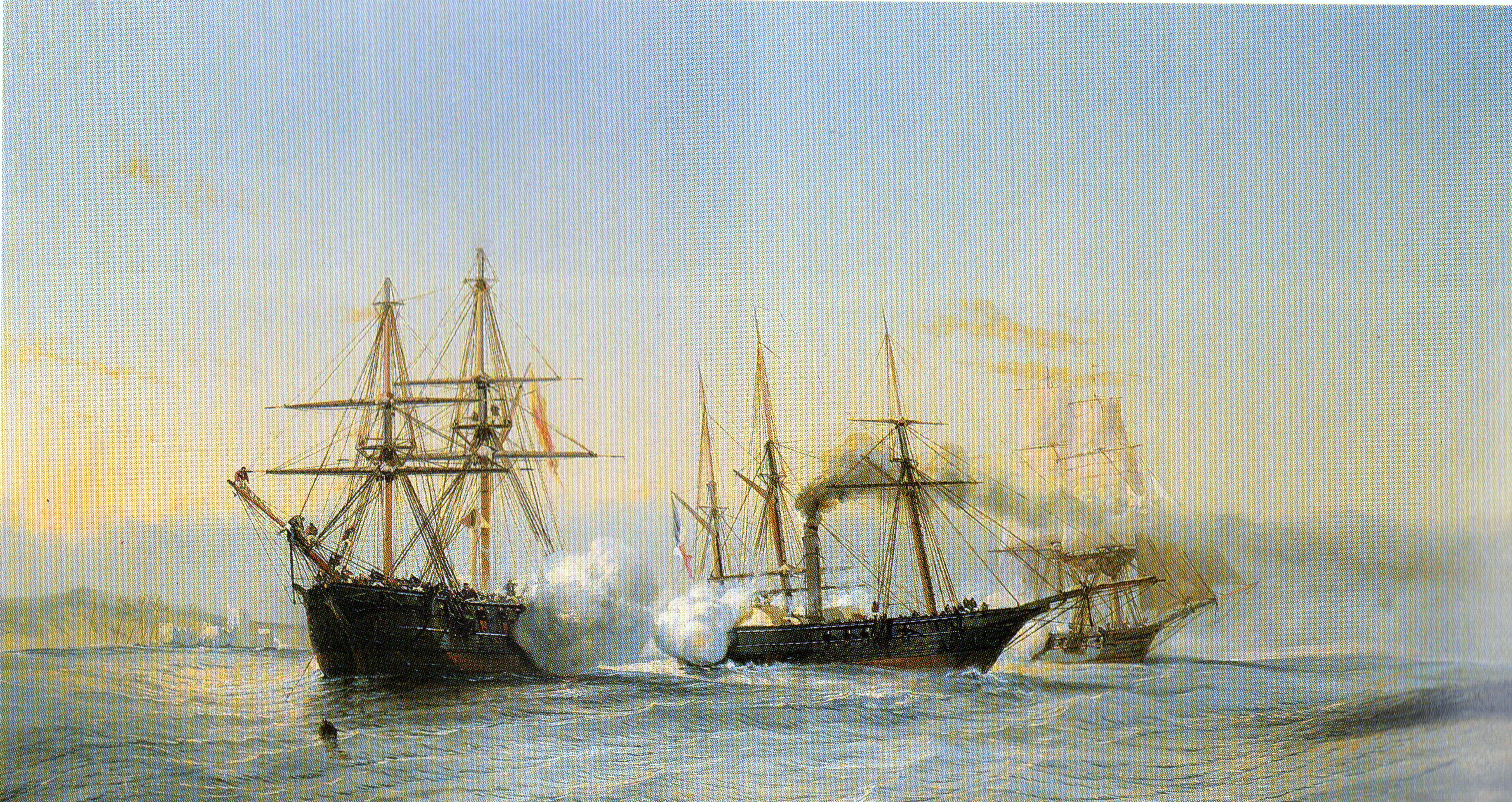
Combate naval entre dois brigues marroquinos e uma corveta de roda de pás a vapor francesa no Bombardeio de Mogador

O bombardeio foi uma consequência da aliança de Marrocos com Abd el-Kader da Argélia, contra a França. Após vários incidentes na fronteira entre a Argélia e Marrocos, e a recusa de Marrocos em abandonar o seu apoio à Argélia.
O bombardeio de Mogador foi precedido pelo Bombardeio de Tânger pela mesma frota em 6 de Agosto de 1844, e a Batalha de Isly pelo Marechal Bugeaud em 14 de Agosto de 1844.
Mogador era um porto importante, o primeiro porto marítimo de Marrocos, com relações consistentes com a Europa. Tinha cerca de 15.000 habitantes, dos quais 4.000 eram Judeus e 50 comerciantes Cristãos.

## Bombardeamento
A frota Francesa era composta por 15 navios, incluindo 3 navios de linha (Suffren, Jemmapes e Triton), 3 fragatas (Belle Poule, Groenland e Asmodée), 4 brigues (Argus, Volage, Rubis e Cassard), 3 corvetas (Pluton, Cassendi e Vedette), 2 avisos (Phare e Pandour). A frota incluía uma grande proporção de remos e a vapor, mas a maior parte do poder de fogo vinha dos navios tradicionais de linha.

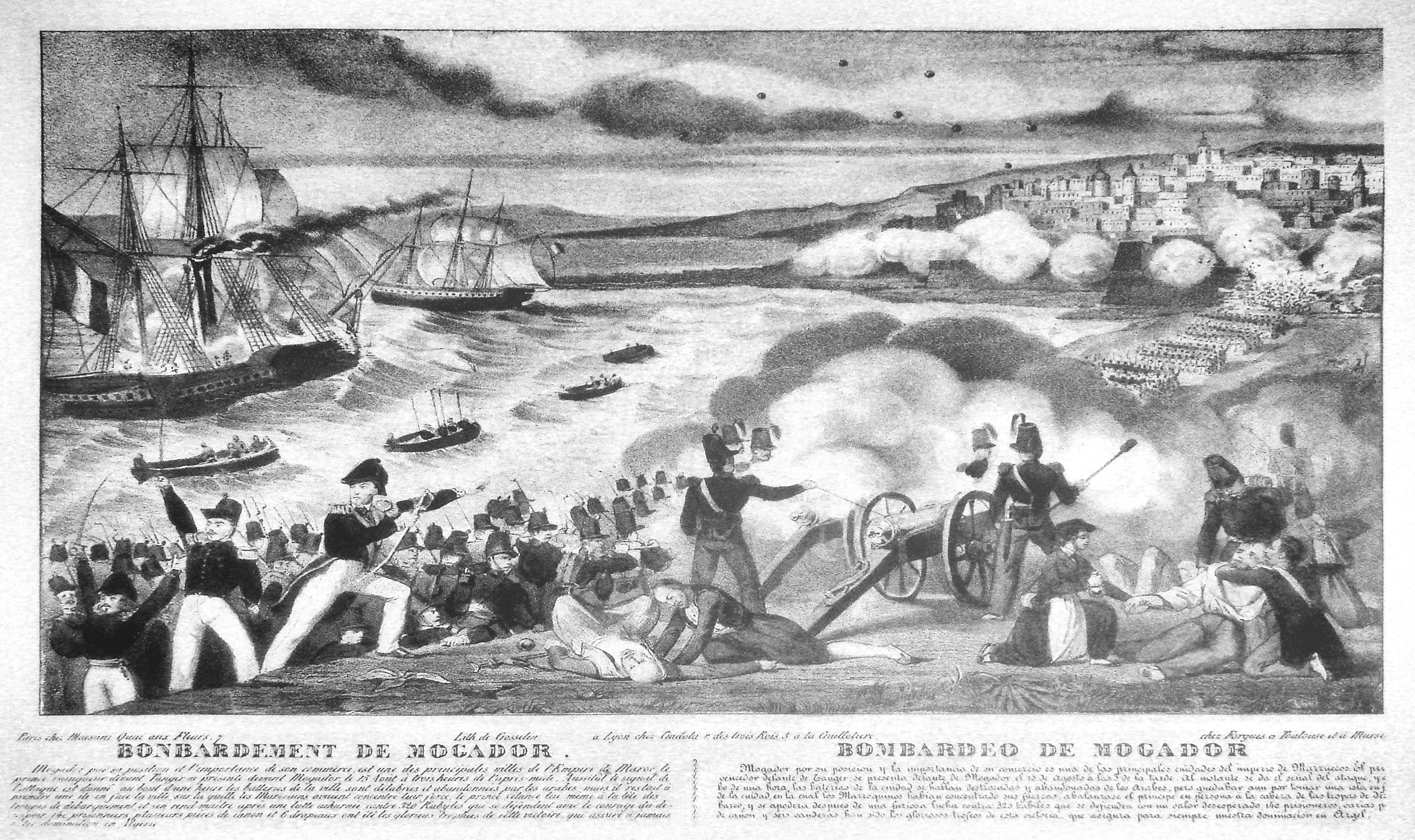
Bombardeio de Mogador, canhões e morteiros navais foram usados.

Mogador foi defendido por 40 canhões no norte da "Scala da la Kasbah", 24 canhões na zona portuária de Scala de la Marine. A ilha de Mogador, no entanto, foi defendida por 5 baterias, armadas com 6 a 70 bombardas Britânicos.
A frota Francesa chegou à Baía de Mogador em 11 de Agosto de 1844, mas o tempo estava tão mau que tiveram que esperar, quebrando as suas âncoras e incapazes de comunicar mesmo entre si. Quando o tempo melhorou, a Marinha Francesa primeiro assumiu posições de tiro em 15 de Agosto. Eles foram atacados pelas baterias Marroquinas ao assumir as suas posições. Após uma hora, as baterias Francesas responderam e as trocas de tiros duraram cerca de 3 horas. As baterias da cidade foram silenciadas uma a uma, mas as baterias na ilha de Mogador permaneceram ativas, exigindo um desembarque para limpá-las.

## Ocupação da Ilha de Mogador

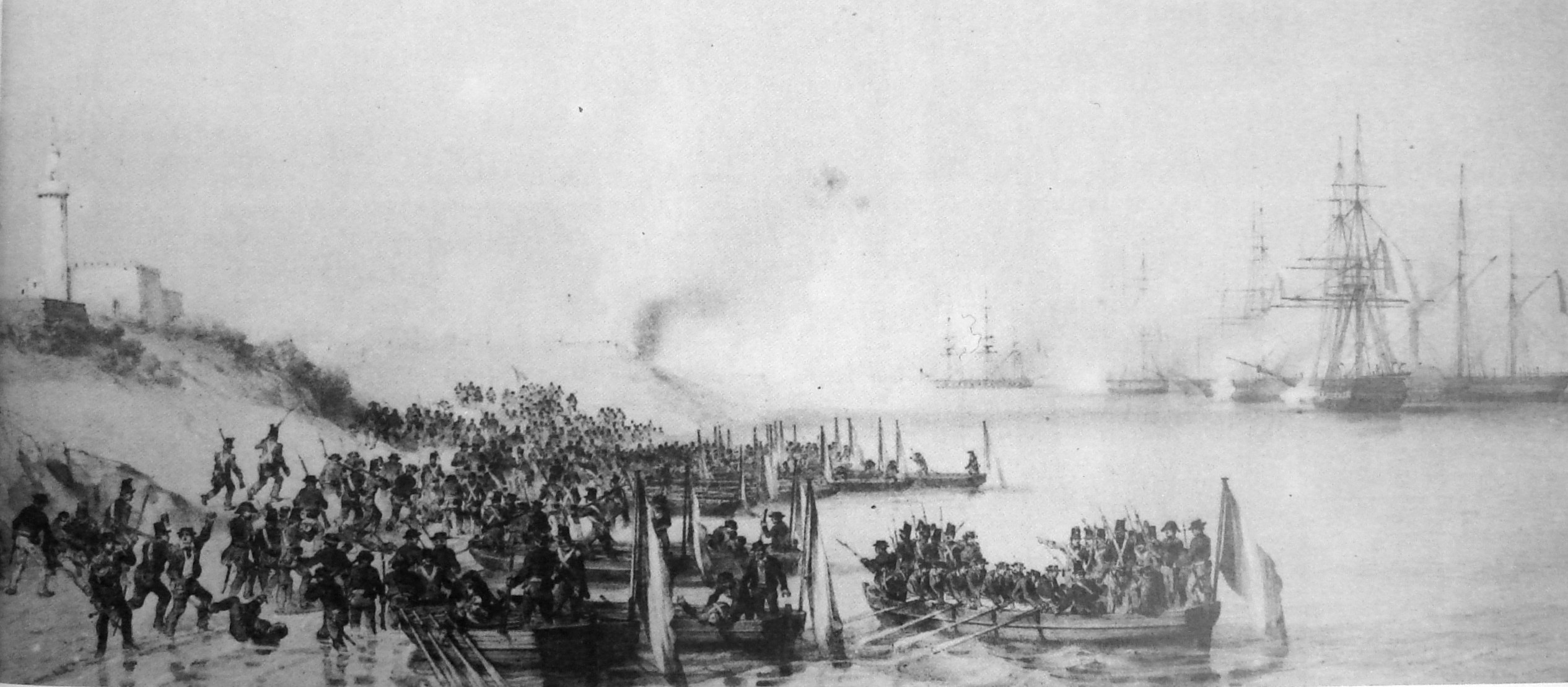
Tropas francesas desembarcando na ilha de Mogador, na baía de Essaouira em 1844.

Os Franceses, que somavam 500 homens sob as ordens de Duquesne e Bouet, ocuparam a ilha de Mogador, que era pouco povoada e construída apenas com uma mesquita, uma prisão e alguns fortes.

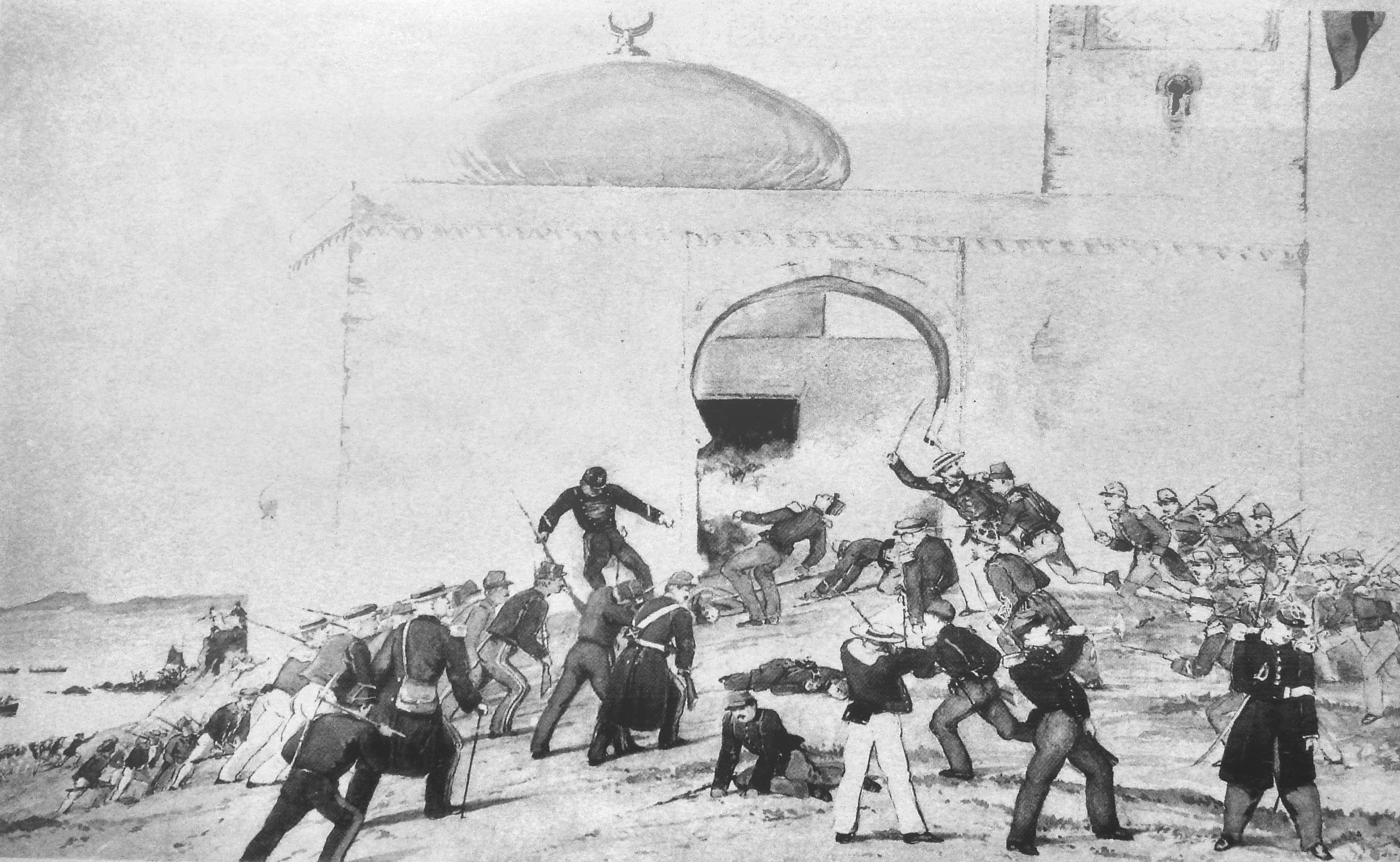
Ataque à mesquita na ilha de Mogador, 1844

Todas as baterias e os 400 Marroquinos foram capturados na Mesquita da ilha após intensos combates, liderados por seu comandante Larbi Torrés. Os Franceses conseguiram libertar cerca de 50 a 60 prisioneiros de estado. A força de desembarque Francesa teve 14 mortos e 64 feridos na ação.
A cidade de Mogador foi ainda mais bombardeada a partir da ilha de Mogador, a apenas 1.5 km de distância. Ao todo, a cidade foi bombardeada durante 26 horas. Uma grande parte das casas foi destruída pelo bombardeio.

## Entrando na cidade de Mogador

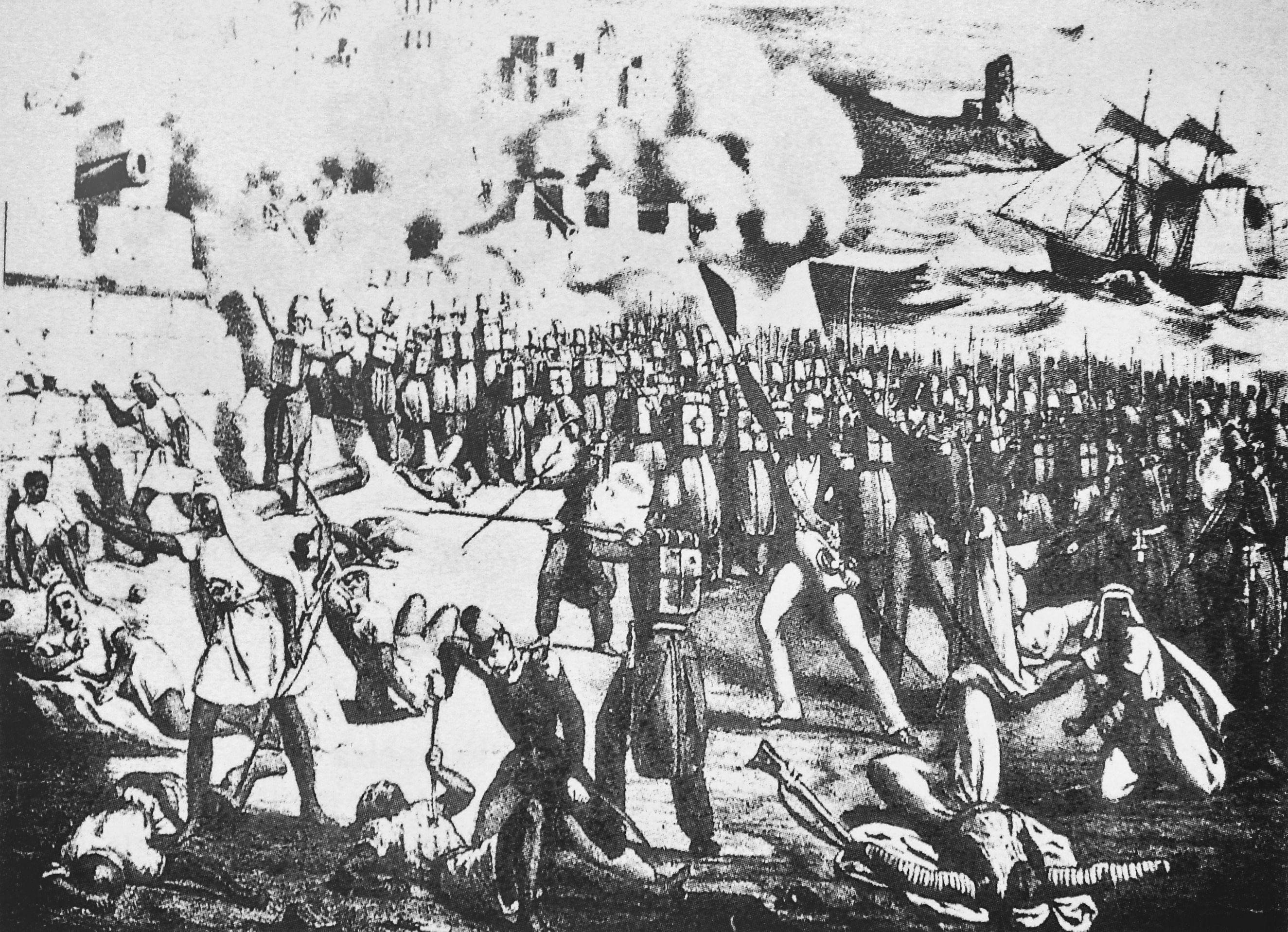
Tropas francesas desembarcando no porto de Essaouira.

No dia 16 de Agosto, 600 soldados puderam entrar no porto e na cidade de Mogador, onde dispararam as armas, destruíram a pólvora, afundaram os navios no porto e demoliram as últimas defesas da cidade sem resistência. No entanto, eles não seguiram para o centro da cidade, pois era considerado desnecessário.
A cidade havia sido evacuada pelos seus habitantes. As populações de Chiadma e Haha do campo aproveitaram a oportunidade para invadir a cidade e a saquearam por 40 dias. O Príncipe de Joinville informou que a cidade estava sob fogo, que os Berberes haviam derrotado as tropas Imperiais e que haviam tomado posse da cidade.
Em 17 de Agosto de 1844, o Príncipe de Joinville enviou o seguinte despacho ao Ministro da Marinha:

## Conclusão

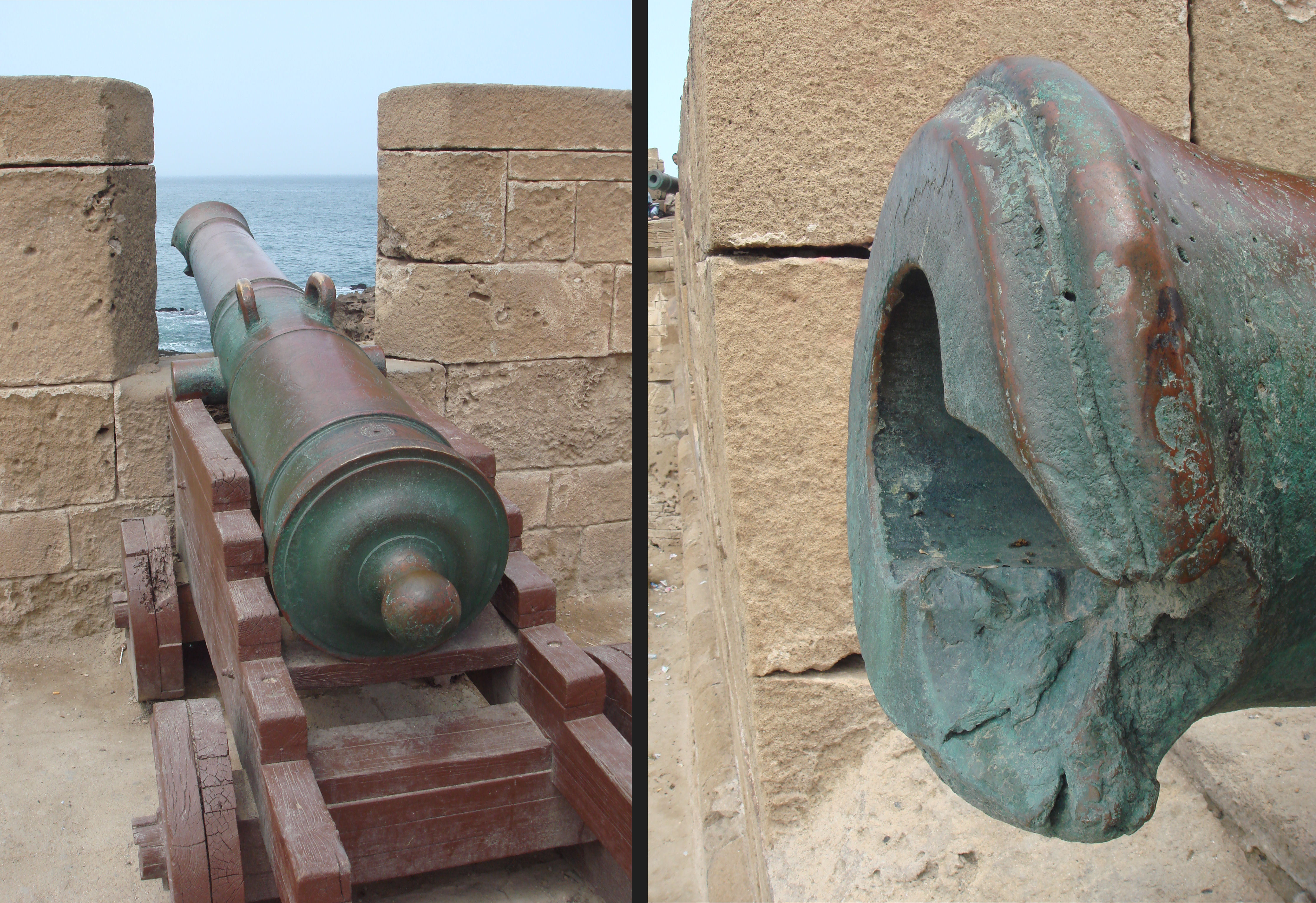
Canhão marroquino atingido por uma bala de canhão francesa no bombardeio de Mogador, em agosto de 1844. Esta foi uma arma de fabricação espanhola, fabricada em Barcelona em 1781.

Em 17 de Agosto, o Cônsul Britânico William Willshire foi evacuado em troca dos prisioneiros Marroquinos que foram feridos (o Cônsul Francês já havia partido um mês antes). O Cônsul Britânico e sua família foram imediatamente transferidos para o navio Warspite, que acompanhava a frota Francesa.

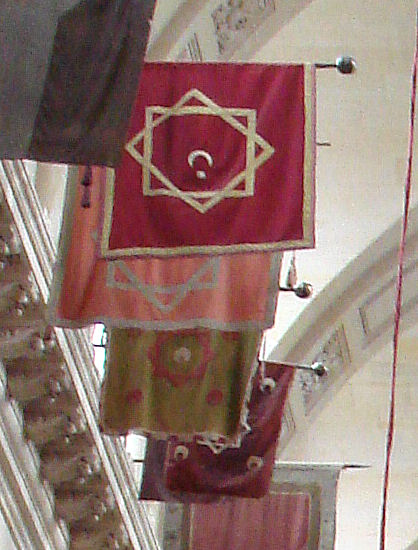
Bandeiras marroquinas no Hôtel des Invalides, Paris.

No mesmo dia, o Véloce foi despachado pelo Marechal Bugeaud com os saudáveis prisioneiros Marroquinos, bem como com as bandeiras levadas dos Marroquinos, que foram hasteadas com grande cerimónia no Hôtel des Invalides em 2 de Setembro de 1844.
A guerra foi formalmente encerrada em 10 de Setembro de 1844, com a assinatura do Tratado de Tânger, no qual Marrocos concordou em prender e banir Abd el-Kader, reduzir o tamanho da sua guarnição em Ujda e estabelecer uma comissão para demarcar a fronteira. As forças Francesas foram evacuadas de Mogador em 16 de Setembro de 1844.

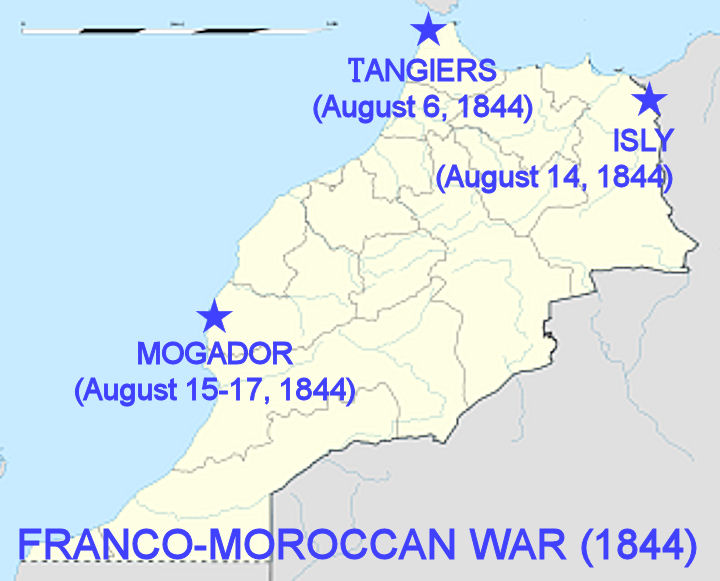
Teatro da Guerra Franco-Marroquina de 1844.

A fronteira, que é essencialmente a fronteira moderna entre Marrocos e a Argélia, foi estabelecida no Tratado de Lalla Maghnia.
Após a assinatura do tratado, em 4 de Julho de 1845, o Véloce trouxe de volta os 123 prisioneiros Marroquinos.
O conflito aumentou as tensões entre a França e o Reino Unido, consideradas por alguns como estando à beira da guerra.